# Protestantyzm na Litwie
Protestantyzm na Litwie – według Joshua Project w 2010 roku reprezentowany był przez ponad 31 tysięcy wiernych co stanowi 0,94% litewskiego społeczeństwa.
Według spisu powszechnego w 2011 roku protestantyzm obejmował 34 446 osób z różnych wyznań co stanowi 1,13% mieszkańców Litwy. Największe grupy protestanckie na Litwie stanowili: luteranie (0,6%), kalwini (0,22%), zielonoświątkowcy i charyzmatycy (0,12%), baptyści (0,04%) i adwentyści dnia siódmego (0,03%).
Dzieje protestantyzmu na Litwie sięgają XVI wieku, kiedy to luteranizm i kalwinizm przybyły głównie z sąsiednich obszarów Inflant i Prus Wschodnich kontrolowanych przez Niemcy. Małe wspólnoty luterańskie są rozproszone w całej północnej i zachodniej części kraju.
Liczba wyznawców poszczególnych denominacji protestanckich na Litwie według spisu powszechnego przeprowadzonego w 2011 roku przedstawia się następująco:
| Religie/Kościoły                     | Liczba wiernych | Procent ludności |
| ------------------------------------ | --------------- | ---------------- |
| Ewangelicko-Luterański Kościół Litwy | 18 376          | 0,60%            |
| Kościół Ewangelicko-Reformowany      | 6731            | 0,22%            |
| Unia Kościołów Zielonoświątkowych    | 1852            | 0,06%            |
| Unia Baptystyczna                    | 1336            | 0,04%            |
| Kościół „Słowo Wiary“                | 995             | 0,03%            |
| Charyzmatyczny Kościół Ewangeliczny  | 991             | 0,03%            |
| Kościół Adwentystów Dnia Siódmego    | 920             | 0,03%            |
| Kościół Chrystusa                    | 516             | 0,02%            |
| Kościół Nowoapostolski               | 422             | 0,01%            |
| Zjednoczony Kościół Metodystyczny    | 364             | 0,01%            |
| Pozostali ewangeliczni               | 1206            | 0,04%            |